# Феодор II (епископ Тверской)

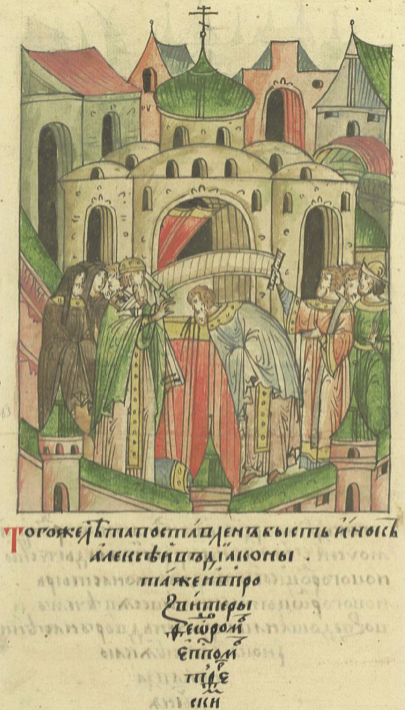
Епископ Тверской Феодор II посвящает инока Алексия в пресвитеры

Епископ Феодор II Добрый (ум. 20 марта 1367) — епископ Русской православной церкви, епископ Тверской.
Канонизирован в лике святителей, память 20 марта/2 апреля, в воскресенье после 29 июня/12 июля в Соборе Тверских святых.

## Биография
Родился в городе Кашине. В 1342 году по смерти предыдущего епископа Тверского Феодора митрополитом Феогностом хиротонисан во епископа Тверского.
Много трудностей встретилось ему в управлении делами епархии ввиду непрестанной вражды между Тверскими князьями. Эта вражда привела к тому, что даже жители стали переселяться в другие города.
Наконец, в 1348 году епископу Феодору удалось помирить князей, но ненадолго. Вражда между Тверским князем Василием Михайловичем и его племянником, Холмским князем Всеволодом Александровичем, не могла быть прекращена ни великим князем, ни митрополитом Алексием, желавшим усовестить их во Владимире, куда они для того приезжали в 1357 году. Василий, особенно покровительствуемый великим князем Иоанном Иоанновичем, угнетал Всеволода, к огорчению доброго епископа Тверского Феодора. Измученный беспрестанными ссорами князей, преосвященный Феодор решил совсем оставить епархию и в 1358 году, провожая митрополита Алексия вместе с другими епископами в Киев, просил у него увольнения от епархии. Но митрополит «поучи его и наказа с великою любовью терпети с пожданием, да Господь Бог сотворит, якоже хощет, по Своей Ему воли».
Будучи ревнителем благоукрашения храмов Божиих, он в 1344 году устроил медные двери к собору; в 1349 году украсил алтарь этого собора стенной живописью; в 1353 году поставил на соборе вызолоченный крест. Позднее то же самое сделал на церквах святого Димитрия и Введения Пресвятой Богородицы. В 1360 году украсил стенной живописью и церковь Введения Пресвятой Богородицы.
Отличительной чертой епископа Феодора была любовь к благотворительности, за что в народе его называли добрым.
В 1360 году удалился на покой по старости в Тверской Отроч монастырь, где и скончался 20 марта 1367 года. Погребен при кафедральном соборе, в малой церкви Введения Пресвятой Богородицы, рядом с епископом Тверским Андреем.